# Potencial de reducción

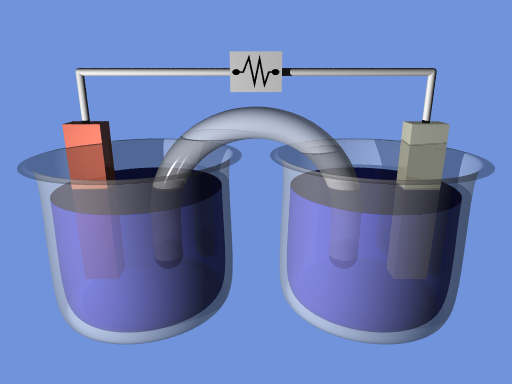
Pila electroquímica de doble celda unidas por puente salino. En una de las celdas se produce la reducción (cátodo) y en la otra (ánodo), la oxidación

El potencial de reducción se mide en voltios y determina la tendencia de las especies químicas a reducirse, es decir, a tomar electrones en las reacciones que implican el intercambio de estos (reacciones de oxidación-reducción o reacciones redox). La determinación de los potenciales de reducción se puede llevar a cabo mediante el empleo de celdas galvánicas, formadas por dos semiceldas dotadas de electrodos apropiados, una de referencia con un potencial de reducción perfectamente conocido, y otra con las sustancia química cuyo potencial se desea determinar. Ambas semiceldas se unen mediante un puente salino y se conectan los electrodos mediante un voltímetro muy sensible. En estas condiciones se produce la reacción química de oxidación-reducción, generando una corriente de electrones como consecuencia de la diferencia de potencial existente entre las dos semiceldas. Si en la celda de referencia se utiliza hidrógeno burbujeante a 1,0 atmósferas de presión en una disolución ácida 1M, la medida del milivoltímetro es el potencial de reducción de la sustancia química presente en la otra semicelda, ya que por convenio, se considera que la celda de hidrógeno tiene un potencial de reducción de 0,000 V. Cada especie tiene su propio potencial de reducción intrínseco; cuanto más positivo es el potencial, mayor es la afinidad de la especie por los electrones y su tendencia a reducirse. Si, por el contrario el potencial medido fuera negativo, indicaría una mayor tendencia a oxidarse.

## Introducción
La diferencia de potencial que se desarrolla en los electrodos de la celda es una medida de la tendencia de la reacción a llevarse a cabo desde un estado de no equilibrio hasta la condición de equilibrio. El potencial de celda ({\displaystyle E_{\rm {celda}}}) se relaciona con la energía de Gibbs, {\displaystyle \Delta G} y también con la constante de equilibrio de la reacción implicada en la reducción, mediante las siguientes ecuaciones matemáticas:
{\displaystyle \Delta G=-nFE_{\rm {celda}}=-RTlnK_{eq}}
donde n es el número de electrones implicados, F es la constante de Faraday (96485.332 C/mol), en la primera ecuación. Respecto a la ecuación termodinámica equivalente, R es la constante termodinámica de los gases (8,3144 kJ/mol K), T la temperatura absoluta. El signo que toma  {\displaystyle \Delta G}  permite conocer si la reacción electroquímica tendrá lugar de forma espontánea o de forma forzada. Así por ejemplo, si colocamos una lámina de plata metálica en un recipiente que contenga Cu2+, una posible reacción sería la oxidación de la plata, que reaccionaría con el cobre(II) :
{\displaystyle {\ce {2Ag(s) + Cu^2+(aq) <=> 2Ag+(aq) + Cu(s)}}}
{\displaystyle \Delta G} para esta reacción, en condiciones normales, es 89152,44 J/mol. Puesto que el signo es positivo, quiere decir que la constante de equilibrio de la reacción anterior sería menor que uno, quiere decir que la tendencia natural de la reacción es la opuesta:
{\displaystyle {\ce {2Ag+(aq) + Cu(s) <=> 2Ag(s) + Cu^2+(aq)}}}

## Potenciales de semicelda
La  reacción  redox anterior , es la  suma de dos semirreacciones, una de reducción y otra de oxidación:
{\displaystyle {\ce {2Ag+ + 2e- <=> 2Ag(s)}}}
{\displaystyle {\ce {Cu(s) <=> Cu^2+ + 2e-}}}
Cada una de estas semirreacciones tiene un potencial de semicelda característico. Sin embargo, los potenciales de semicelda no pueden medirse directamente, pues es necesario formar una celda o pila completa para que se produzcan las reacciones de oxidación o de reducción. Por consiguiente, para poder establecer los potenciales de semicelda, es necesario tomar un electrodo como referencia y medir los potenciales del resto de las semiceldas frente a dicho electrodo. Mediante convenio internacional, se ha tomado como referencia el electrodo el de hidrógeno, cuya reacción de semicelda (también semirreacción de reducción) es:
{\displaystyle {\ce {2H+(aq) + 2e- <=> H2(g)}}}
al que se asigna el valor arbitrario de 0,00 V en condiciones estándar, es decir, 25 °C, actividad del hidrogenión 1 M y presión del gas hidrógeno, 1 atm. Una vez que se dispone de un electrodo de referencia, para medir el potencial normal de una semicelda cualquiera, por ejemplo la de la reducción de Ag+ a Ag metálica del ejemplo anterior, se forma  una pila, con las dos semiceldas separadas, solamente unidas por un puente salino. Para este ejemplo y utilizando las convenciones internacionales de notaciones simplificadas de barras, la pila sería:
Pt | H2 (1 atm) | H+ (ɑ = 1 M) || Ag+ (ɑ = 1 M | Ag
Formada la pila y conectada al voltímetro, idealmente daría la medida 0,799 V como diferencia de potencial entre ambas semiceldas uno relacionado con la semireacción del electrodo de la derecha ({\displaystyle E_{\rm {derecha}}}) y el otro, con la semirreacción del electrodo de referencia, que también por convención internacional se coloca a la izquierda ({\displaystyle E_{\rm {izquierda}}}). Por tanto, de acuerdo con el convenio de signos de la IUPAC, si el potencial de unión líquida es despreciable, o no hay unión líquida, se puede escribir el potencial de la celda, {\displaystyle E_{\rm {celda}}}, como:
{\displaystyle E_{\rm {celda}}=E_{\rm {derecha}}-E_{\rm {izquierda}}}
o también:
{\displaystyle E_{\rm {celda}}=E_{\rm {reducci{\acute {o}}n}}-E_{\rm {oxidaci{\acute {o}}n}}}
Como se ha fijado como potencial de semicelda de referencia el valor de 0,00 V, la diferencia de potencial medida entre las semiceldas corresponde al potencial semicelda del sistema Ag+/Ag. Para determinar el potencial de cualquier otra semicelda, se procedería de igual manera. De esta manera se pueden obtener los potenciales normales de muchas semirreacciones. También, por acuerdos internacionales auspiciados por la IUPAC, las semireacciones deben siempre escribirse en el sentido de la reducción, con independencia del signo. En los casos en que el signo es negativo, lo que indica el potencial de semicelda es que la reacción tiene mayor tendencia a producirse en el sentido contrario. Así, para la semirreacción:
{\displaystyle {\ce {Zn^2+ + 2e- <=> Zn}}}
el potencial  normal de semicelda medido frente al potencial normal de referencia de hidrógeno, sería -0,763, lo que indica que el Zn metálico tiene una gran tendencia a oxidarse a Zn2+.

## Descarga de una celda galvánica
La celda galvánica está en un estado de no equilibrio debido a que la gran resistencia del voltímetro evita que la celda se descargue de manera significativa. Cuando se mide el potencial de la celda no sucede ninguna reacción y lo que se mide es la tendencia a que suceda la reacción, si se deja que proceda. Si se deja que la celda se descargue al sustituir el voltímetro con un medidor de corriente de baja resistencia, se lleva a cabo la "reacción espontánea de la celda".

## Tipos de electrodo
Electrodo de referencia estándar de hidrógeno
Para que los valores de potenciales relativos de electrodo tengan aplicación amplia y sean de utilidad, se emplea una semicelda de referencia frente a la cual se comparan todas las demás. Un electrodo como este debe ser fácil de fabricar, ser reversible y sumamente reproducible. El electrodo estándar de hidrógeno (EEH), a pesar de que tiene una utilidad práctica limitada, se ha empleado en todo el mundo durante muchos años como electrodo de referencia universal. Es un electrodo de gas común.

## Potencial de electrodo y potencial normal de electrodo
Potencial de electrodo: Se define como el potencial de una celda que conste del electrodo en cuestión, como el electrodo de la derecha, y el electrodo estándar de hidrógeno, como el electrodo de la izquierda.
Potencial normal de electrodo (E°): Se define como su potencial de electrodo cuando las actividades de todos los reactivos y los productos sean la unidad.

## Tabla de potenciales de electrodo
Ejemplos de algunos potenciales de electrodo
| Semirreacción                                  | Potencial estándar de electrodo, V |
| ---------------------------------------------- | ---------------------------------- |
| S(s) + 2H+ + 2e- → H2S(g)                      | +0.141                             |
| Cu2+(ac) + e- → Cu+(ac)                        | +0.153                             |
| Sn4+(ac) + 2e- → Sn2+(ac)                      | +0.154                             |
| HSO4-(ac) + 3H+(ac) + 2e- → H2SO3(ac) + H2O(L) | +0.170                             |
| SO42-(ac) + 4H+(ac) → H2SO3(ac) + H2O(l)       | +0.200                             |
| AgCl(s) + e - → Ag(s) + Cl-(ac)                | +0.222                             |
| BiO+(ac) + 2H+(ac) + 3e - → Bi(s) + H2O(L)     | +0.320                             |
| Cu2+(ac) + 2e- → Cu(s)                         | +0.337                             |
| Fe(CN)63-(ac) + e- → Fe(CN)64-(ac)             | +0.360                             |
| O2(g) +2H2O(L) 4e- → 4OH-(ac)                  | +0.400                             |
| Ag2CrO4(s) + 2e- → 2Ag2(s) + CrO42-(ac)        | +0.446                             |
| H2SO3(ac) + 4H+ + 4e- → S(s) + 3H2O(L)         | +0.450                             |
| Cu+(ac) + e- → Cu(s)                           | +0.521                             |
| I2(s) + 2e- → 2I-(ac)                          | +0.536                             |
| H3AsO4(ac) + 2H+(ac) + 2e - → As(s) + 3H2O(L)  | +0.403                             |
| Ag++ e- → Ag(s)                                | +0.799                             |
| 2H++2e- → H2(g)                                | 0.000                              |

## Anexos
- Anexo:Tabla de potenciales de reducción

- Datos: Q186487